# Madame Satã (film)
Madame Satã – brazylijsko-francuski dramat biograficzny z 2002 roku w reżyserii Karima Aïnouza. Obraz przedstawia historię Madame Satã, legendarnego brazylijskiego przestępcy, drag queen i mistrza capoeiry. Zdjęcia kręcono w Rio de Janeiro.

## Fabuła
Akcja filmu rozgrywa się w latach 30. i 40. XX wieku, w Lapie, biednej dzielnicy Rio de Janeiro zamieszkanej głównie przez złodziei i prostytutki. Główny bohater, João Francisco dos Santos jest ulicznym bandytą. Marzy o tym, by występować na scenie. Oskarżony niesłusznie o kradzież trafia na 6 miesięcy do więzienia za stawianie oporu policji. Po wyjściu z więzienia zaczyna występować w barze jako drag queen, tworząc postać Madame Satã.

## Obsada
- Lázaro Ramos – João Francisco
- Marcélia Cartaxo – Laurita
- Renata Sorrah – Vitoria
- Flavio Bauraqui – Taboo
- Emiliano Queiroz – Amador
- Gero Camilo – Agapito
- Guilherme Piva – Alvaro
- Giovana Barbosa – Firmina

## Głosy krytyków
Paweł T. Felis ("Gazeta Wyborcza"):

Gęsty, mroczny i fascynujący portret nietuzinkowego człowieka, który ostentacyjnie nie chciał dać się zaszufladkować.
Łukasz Maciejewski ("Dziennik"):

Karim Ainouz w imponującym debiucie prowadzi widza śmierdzącymi rynsztokami do brudnych melin, gdzie kwitnie rozpusta, prosto w lata 30. ubiegłego wieku.
"Madame Sata" można oglądać jak reportaż ze świata nieuporządkowanego, nieskładnego, jakby niedopracowanego. Świata, w którym refleksję wyparły instynkty, intuicja, prawo do życia w zgodzie z własną naturą. Nawet za cenę ośmieszenia i pogardy. Bezkompromisowość bohatera rymuje się z narracyjną odwagą reżysera, który nie zmusza do moralnych ocen tego podejrzanego środowiska, woli grać na emocjach widza. To obraz, który albo się kupuje od pierwszej chwili, albo – w tym samym momencie – odrzuca. W filmowym świecie Karima Ainouz krytyczny dystans jest ostatnią z cnót, które mogłyby zostać użyte.
Agnieszka Jakimiak ("Kino"):

"Madame Satã" nie różniłaby się zapewne od konwencjonalnych biografii wielkich twórców-outsiderów, ujmowanych w schemacie "przez ciernie do gwiazd", gdyby nie kilka zasadniczych elementów, które zmieniają cały obraz. To przede wszystkim stylizacja, obejmująca nie tylko brudne, ale kuszące uliczki Lapy, najniebezpieczniejszej dzielnicy Rio, czy wnętrza obskurnych klubów, przesyconych tytoniowym dymem i fetorem płynącego strumieniami alkoholu. Specyficzna maniera przejawia się też w wystudiowanym aktorstwie. 
Oko kamery okazuje się niezawodne w wydobywaniu najbardziej znaczących detali – cekiny, błyszcząca kurtyna, lufa pistoletu mają do odegrania niebłahą rolę.
Wielką zasługą Ainouza jest też unikanie łatwych usprawiedliwień dla bohatera. W "Madame Satã" brak ckliwych wątków trudnego dzieciństwa.

## Nagrody
- najlepszy film na MFF Chicago 2002
- najlepszy reżyser na MFF Biarritz 2002
- najlepszy film, najlepszy scenariusz, najlepsze zdjęcia, najlepszy aktor na Festiwalu Filmów Iberoamerykańskich, Huelva 2002
- nagroda specjalna jury, najlepszy aktor (Lázaro Ramos) na MFF São Paulo 2002
- nagroda za najlepszą reżyserię, nagroda specjalna dla najlepszego debiutu na Festiwalu Nowego Kina Latynoamerykańskiego 2002
- 55. MFF Cannes: udział w sekcji "Un Certain Regard", 2002